# Cantó de Guichen
El cantó de Guichen (bretó Kanton Gwizien) és una divisió administrativa francesa situat al departament d'Ille i Vilaine a la regió de Bretanya.

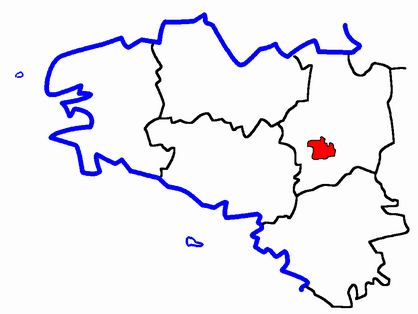
Situació del cantó

## Composició
El cantó aplega 8 comunes :
| Nom francès       | Nom bretó   | Població | km²    | Codi Postal | Codi INSEE |
| Baulon            | Beloen      | 1.324    | 25,02  | 35580       | 35016      |
| Bourg-des-Comptes | Gwikomm     | 2.007    | 23,41  | 35890       | 35033      |
| Goven             | Goven       | 2.967    | 39,73  | 35580       | 35123      |
| Guichen           | Gwizien     | 6.526    | 42,99  | 35580       | 35126      |
| Guignen           | Gwinien     | 2.424    | 53,05  | 35580       | 35127      |
| Laillé            | Lalieg      | 3.558    | 32,04  | 35890       | 35139      |
| Lassy             | Lazig       | 1.026    | 9,76   | 35580       | 35149      |
| Saint-Senoux      | Sant-Senour | 1.074    | 18,29  | 35580       | 35312      |
| Cantó             | Gwizien     | 20.906   | 244,29 | -           | 3516       |

## Evolució demogràfica
| 1962   | 1968   | 1975   | 1982   | 1990   | 1999   |
| ------ | ------ | ------ | ------ | ------ | ------ |
| 10.692 | 11.064 | 13.084 | 15.884 | 18.345 | 20.906 |

## Història
| Data d'elecció                           | Identitat             | Partit        | Qualitat |
| ---------------------------------------- | --------------------- | ------------- | -------- |
| 1988-2008                                | Marcel Hamel          | Divers gauche |          |
| 2008-                                    | Jean-Pierre Letournel | Divers gauche |          |
| les dades anteriors no són pas conegudes |                       |               |          |
|                                          |                       |               |          |